# Helvetica Chimica Acta
Helvetica Chimica Acta (nach ISO 4-Standard in Literaturzitaten mit Helv. Chim. Acta abgekürzt) ist eine monatlich erscheinende Peer-Review-Fachzeitschrift, die 1917 von der Schweizerischen Chemischen Gesellschaft gegründet wurde.
Helvetica Chimica Acta behandelt Themen aller Bereiche der Chemie.
Der Impact Factor lag im Jahr 2020 bei 2,164. Nach der Statistik des Journal Citation Reports wird das Journal mit diesem Impact Factor in der Kategorie multidisziplinäre Chemie an 115. Stelle von 179 Zeitschriften geführt.